# 尼崎市立北難波小学校
尼崎市立北難波小学校（あまがさきしりつ きたなにわしょうがっこう）は、兵庫県尼崎市西難波町6丁目にあった公立小学校。

## 概要
2013年（平成25年）当時の児童数は231名であった。2014年3月31日に尼崎市立梅香小学校と統合し廃校となり、翌日に尼崎市立難波の梅小学校が開校。2016年に当校跡地に移転している。

## 沿革
- 1952年（昭和27年）[2]
  - 9月1日 - 難波小学校の敷地内にて、尼崎市立北難波小学校開校。
  - 12月23日 - 西難波町6丁目へ移転。
- 1953年（昭和28年）
  - 3月24日 - 校章制定。
  - 11月1日 - 創立記念日制定。
- 1956年（昭和31年）9月1日 - 校歌制定。
- 1957年（昭和32年）4月8日 - 尼崎市立梅香小学校の開校による校区分離。
- 2014年（平成26年）3月31日 - 廃校。

## 通学区域
- 尼崎市[3]
  - 西難波町1丁目・2丁目（1～7番・8番1～8号・9番1～6号・15～16号・10番1～15号）・5丁目（1番・2番1～14号・31～32号・13番1～14号・33～34号・14番）・6丁目、東七松町1丁目

## 進学先中学校
- 尼崎市立日新中学校[3]